# 20a etapa del Tour de França de 2012
La 20a etapa del Tour de França de 2012 es disputà el diumenge 22 de juliol de 2012 sobre un recorregut de 120 km entre les localitats de Rambouillet i l'Avinguda dels Camps Elisis de París.
El vencedor de l'etapa fou el britànic Mark Cavendish (Team Sky), que s'imposà a l'esprint en l'arribada a l'Avinguda dels Camps Elisis de París i d'aquesta manera aconseguia la seva tercera victòria d'etapa en la present edició, després de l'aconseguida en la 2a etapa i 18a etapa. El segon fou Peter Sagan (Liquigas-Cannondale), mentre que Matthew Goss (Orica-GreenEDGE) acabà tercer.

## Perfil de l'etapa
Tradicional etapa amb final a París. Dues petites cotes de quarta categoria precedeixen l'arribada a París i les vuit voltes al circuit de l'Avinguda dels Camps Elisis.

## Desenvolupament de l'etapa
El començament de la darrera etapa del Tour es desenvolupà, com és costum, dins d'un ambient distès i un pas lent per les barriades properes a París. No va ser fins a l'entrada al circuit quan es començà a rodar a fort ritme i es formaren els primers intents d'escapada. Així, a manca de 40 km es formà un grup amb onze ciclistes que aconseguiren fins a 30" sobre el gran grup. A 10 km sols quedaven tres ciclistes al capdavant, Sébastien Minard, Rui Costa i Jens Voigt, amb vint segons sobre el grup encapçalat pels equips dels esprintadors. Finalment, van ser capturats a manca de 3 km de meta. Al pas pel darrer quilòmetre, el mallot groc, Bradley Wiggins (Team Sky) es posà al capdavant del gran grup per preparar l'esprint per a Mark Cavendish. Cavendish guanyà l'esprint de manera clara, per davant de Peter Sagan (Liquigas-Cannondale) i Matthew Goss (Orica-GreenEDGE). Aquesta era la quarta victòria consecutiva a París de Cavendish, alhora que es convertia en el primer campió del món vigent en guanyar als Camps Elisis i arribava a la xifra de 23 triomfs parcials, cosa que el situà com el quart ciclista amb més etapes guanyades en les 99 edicions del Tour.

## Punts
| Primer  | Danilo Hondo (GER)       | 20 pts |
| Segon   | Jens Voigt (GER)         | 17 pts |
| Tercer  | Cédric Pineau (FRA)      | 15 pts |
| Quart   | Patrick Gretsch (GER)    | 13 pts |
| Cinquè  | Rubén Pérez Moreno (ESP) | 11 pts |
| Sisè    | Lars Ytting Bak (DEN)    | 10 pts |
| Setè    | Johan Vansummeren (BEL)  | 9 pts  |
| Vuitè   | Manuel Quinziato (ITA)   | 8 pts  |
| Novè    | Kevin de Weert (BEL)     | 7 pts  |
| Desè    | Karsten Kroon (NED)      | 6 pts  |
| Onzè    | Christian Knees (GER)    | 5 pts  |
| Dotzè   | Michael Rogers (AUS)     | 4 pts  |
| Tretzè  | Julien Fouchard (FRA)    | 3 pts  |
| Catorzè | Richie Porte (AUS)       | 2 pts  |
| Quinzè  | Christopher Froome (GBR) | 1 pt   |

| Primer  | Mark Cavendish (GBR)       | 45 pts |
| Segon   | Peter Sagan (SVK)          | 35 pts |
| Tercer  | Matthew Goss (AUS)         | 30 pts |
| Quart   | Juan José Haedo (ARG)      | 26 pts |
| Cinquè  | Kris Boeckmans (BEL)       | 22 pts |
| Sisè    | Gregory Henderson (NZL)    | 20 pts |
| Setè    | Borut Božič (SVN)          | 18 pts |
| Vuitè   | André Greipel (GER)        | 16 pts |
| Novè    | Edvald Boasson Hagen (NOR) | 14 pts |
| Desè    | Jimmy Engoulvent (FRA)     | 12 pts |
| Onzè    | Tyler Farrar (USA)         | 10 pts |
| Dotzè   | Koen de Kort (NED)         | 8 pts  |
| Tretzè  | Luca Paolini (ITA)         | 6 pts  |
| Catorzè | Yohann Gène (FRA)          | 4 pts  |
| Quinzè  | Sébastien Hinault (FRA)    | 2 pts  |

## Cotes
| Primer | Thomas Voeckler (FRA) | 1 pt |

| Primer | Rubén Plaza (ESP) | 1 pt |

## Classificació de l'etapa
|    | Ciclista                   | Equip                 | Temps      |
| -- | -------------------------- | --------------------- | ---------- |
| 1  | Mark Cavendish (GBR)       | Team Sky              | 3h 08' 07" |
| 2  | Peter Sagan (SVK)          | Liquigas-Cannondale   | m. t.      |
| 3  | Matthew Goss (AUS)         | Orica-GreenEDGE       | m. t.      |
| 4  | Juan José Haedo (ARG)      | Team Saxo-Tinkoff     | m. t.      |
| 5  | Kris Boeckmans (BEL)       | Vacansoleil-DCM       | m. t.      |
| 6  | Greg Henderson (NZL)       | Lotto-Belisol         | m. t.      |
| 7  | Borut Božič (SVN)          | Astana Qazaqstan Team | m. t.      |
| 8  | André Greipel (GER)        | Lotto-Belisol         | m. t.      |
| 9  | Edvald Boasson Hagen (NOR) | Team Sky              | m. t.      |
| 10 | Jimmy Engoulvent (FRA)     | Saur-Sojasun          | m. t.      |

## Classificació general
|    | Ciclista                    | Equip                 | Temps       |
| -- | --------------------------- | --------------------- | ----------- |
| 1  | Bradley Wiggins (GBR)       | Team Sky              | 87h 34' 47" |
| 2  | Chris Froome (GBR)          | Team Sky              | + 3' 21"    |
| 3  | Vincenzo Nibali (ITA)       | Liquigas-Cannondale   | + 6' 19"    |
| 4  | Jurgen van den Broeck (BEL) | Lotto-Belisol         | + 10' 15"   |
| 5  | Tejay van Garderen (USA)    | BMC Racing Team       | + 11' 04"   |
| 6  | Haimar Zubeldia (ESP)       | RadioShack-Nissan     | + 15' 43"   |
| 7  | Cadel Evans (AUS)           | BMC Racing Team       | + 15' 51"   |
| 8  | Pierre Rolland (FRA)        | Team Europcar         | + 16' 31"   |
| 9  | Janez Brajkovič (SVN)       | Astana Qazaqstan Team | + 16' 38"   |
| 10 | Thibaut Pinot (FRA)         | FDJ-BigMat            | + 17' 17"   |

## Classificacions annexes
|    | Ciclista                  | Equip               | Punts   |
| -- | ------------------------- | ------------------- | ------- |
| 1r | Peter Sagan (SVK)         | Liquigas-Cannondale | 421 pts |
| 2n | André Greipel (GER)       | Lotto-Belisol       | 280 pts |
| 3r | Matthew Harley Goss (AUS) | Orica-GreenEDGE     | 268 pts |

|    | Ciclista                   | Equip                 | Punts   |
| -- | -------------------------- | --------------------- | ------- |
| 1r | Thomas Voeckler (FRA)      | Team Europcar         | 135 pts |
| 2n | Fredrik Kessiakoff (SWE)   | Astana Qazaqstan Team | 123 pts |
| 3r | Chris Anker Sørensen (DEN) | Team Saxo-Tinkoff     | 77 pts  |

|    | Ciclista                 | Equip            | Temps        |
| -- | ------------------------ | ---------------- | ------------ |
| 1r | Tejay van Garderen (USA) | BMC Racing Team  | 87h 45' 46"  |
| 2n | Thibaut Pinot (FRA)      | FDJ-BigMat       | + 6' 13"     |
| 3r | Steven Kruijswijk (NED)  | Rabobank ProTeam | + 1h 05' 48" |

|    | Equip             | Temps        |
| -- | ----------------- | ------------ |
| 1r | RadioShack-Nissan | 263h 12' 01" |
| 2n | Team Sky          | + 5' 54"     |
| 3r | BMC Racing Team   | + 36' 36"    |

## Abandonaments
No es produí cap abandonament.